# St. Burchard (Jagstberg)

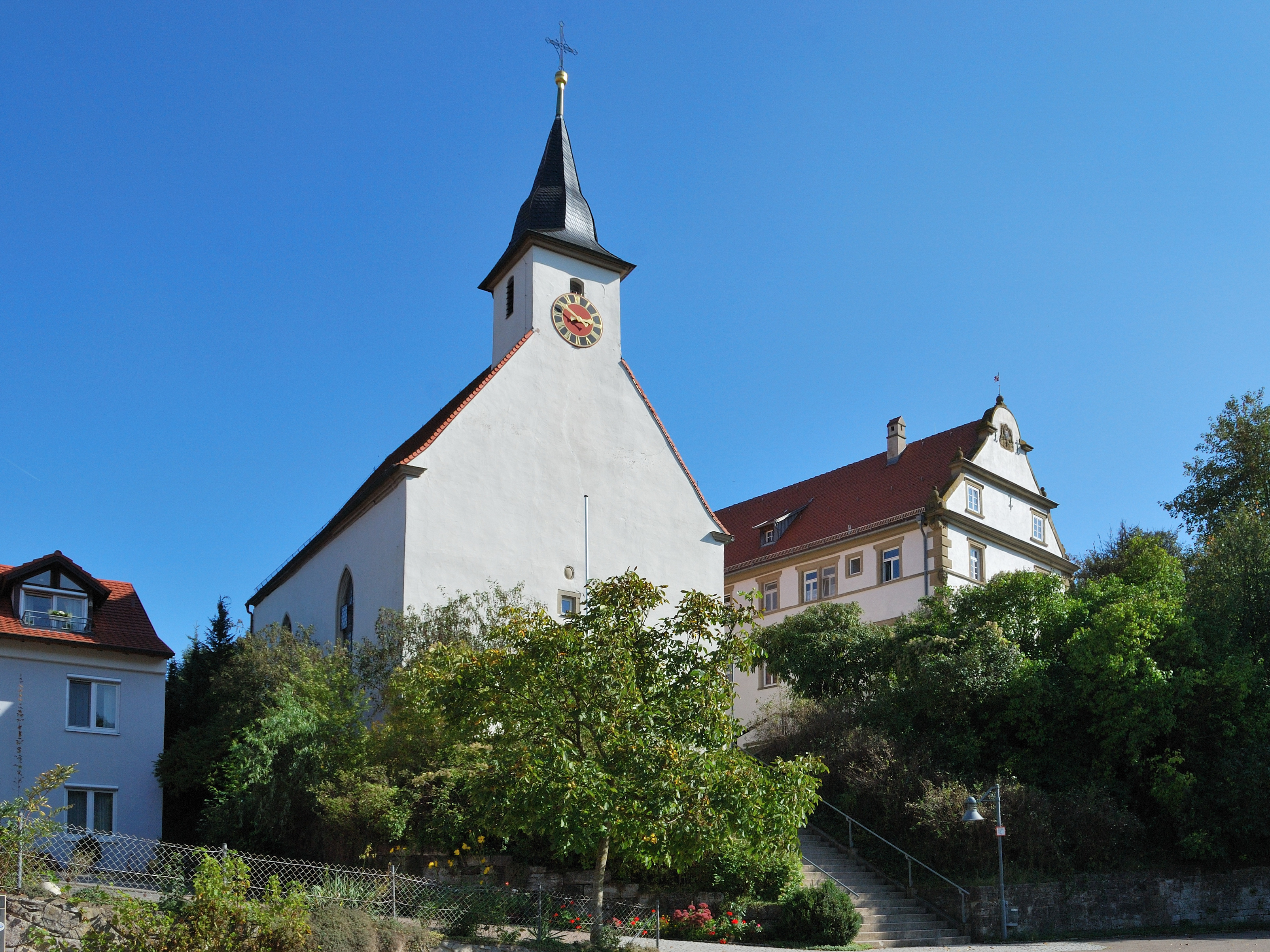
St. Burchard in Jagstberg

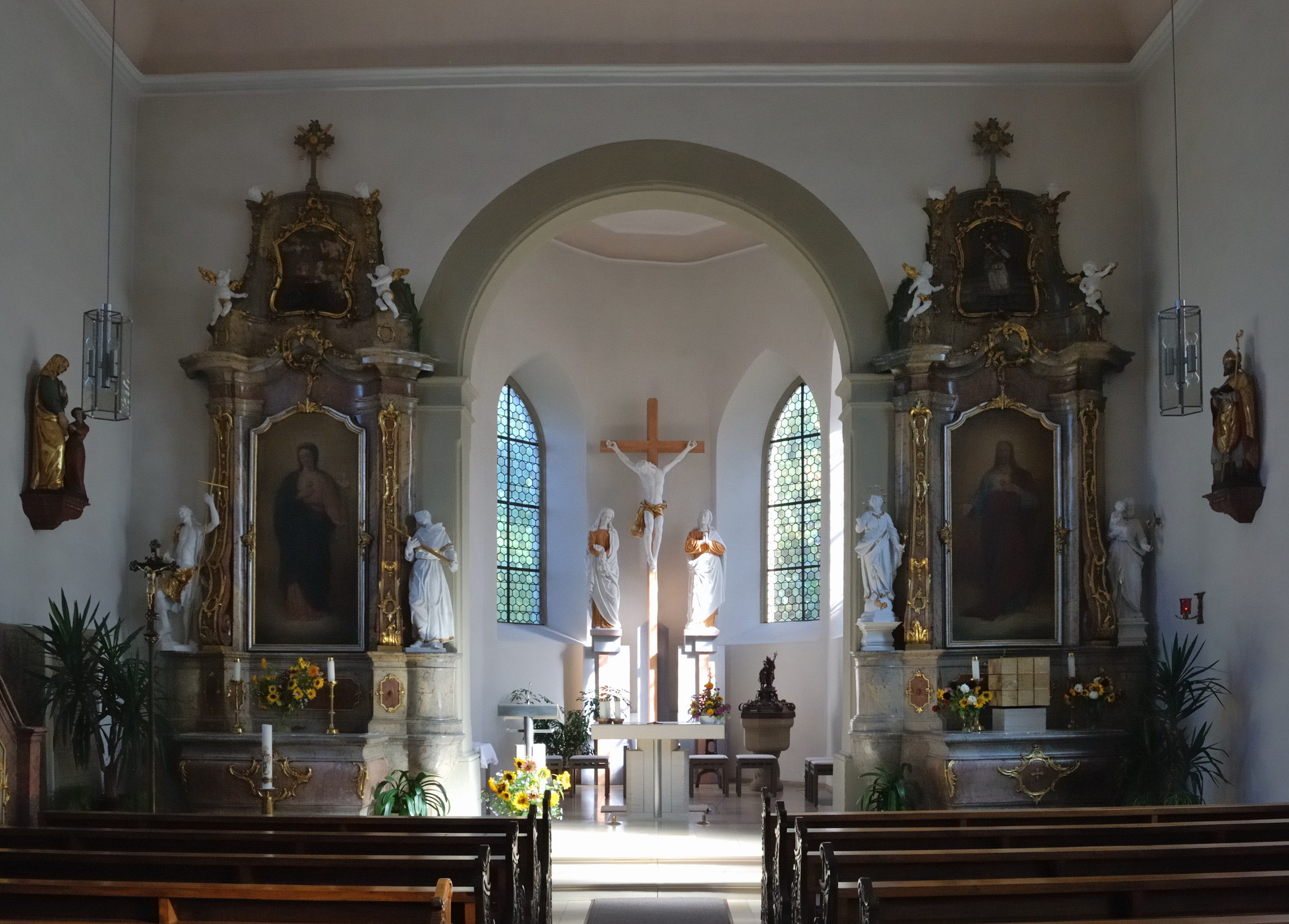
Innenansicht

Die römisch-katholische Pfarrkirche St. Burchard ist ein geschütztes Kulturdenkmal nach dem Denkmalschutzgesetz. Sie steht in Jagstberg, einem Teilort der Gemeinde Mulfingen im Hohenlohekreis in Baden-Württemberg. Die Kirchengemeinde gehört zum Dekanat Hohenlohe der Diözese Rottenburg-Stuttgart.

## Beschreibung
Die 1602 vollendete Saalkirche wurde nach einem Entwurf von Julius Echter von Mespelbrunn errichtet. Sie besteht aus einem Langhaus und einem eingezogenen, dreiseitig geschlossenen Chor im Osten. 
Im Westen des Satteldaches des Langhauses erhebt sich ein quadratischer Dachturm, der die Turmuhr und den Glockenstuhl beherbergt und der mit einem geschweiften Helm bedeckt ist. Im Glockenstuhl hängen drei Glocken aus Bronze, die 1953 von der Glockengießerei Kurtz aus Stuttgart gegossen wurden:
- Glocke 1 – die St. Burchardsglocke mit dem Schlagton b′ – hat einen Durchmesser von 86 cm und trägt die Inschriften: "SANCTE BURCHARDE, ORA PRO NOBIS", "VIVOS VOCO, MORTUOS PLANGO, FULGURA FRANGO" und "JAGSTBERG". Als Symbol ziert sie der heilige Burchard, Schutzpatron dieser Kirche.
- Glocke 2 – die Marienglocke mit dem Schlagton c″ – hat einen Durchmesser von 76,5 cm und trägt die Inschriften: "REGINA PACIS, ORA PRO NOBIS", "UNSEREN GEFALLENEN UND VERMISSTEN DER KRIEGE 1914 - 1918 UND 1939 - 1945 ZUM GEDAECHTNIS." und "JAGSTBERG". Als Symbol ziert sie Maria, die Himmelskönigin.
- Glocke 3 – die Annaglocke mit dem Schlagton es″ – hat einen Durchmesser von 63 cm und trägt die Inschriften: "SANCTA ANNA, ORA PRO NOBIS" und "JAGSTBERG". Als Symbol ziert sie die heilige Anna.

Die Orgel wurde 1888 von den Gebrüdern Link gebaut.

## Nachweise
1. ↑  Glocken von St. Burchard in Jagstberg auf youtube.com

Koordinaten: 49° 20′ 11,8″ N, 9° 47′ 41,1″ O